# 土门镇 (茂县)
土门镇，原为土门乡，是中华人民共和国四川省阿坝藏族羌族自治州茂县下辖的一个乡镇级行政单位。2019年12月，撤销东兴镇，将原东兴镇和富顺镇团结村、永城村所属行政区域划归土门镇管辖。

## 行政区划
土门镇下辖以下地区：
建设村、新村、羊坪村、太安村、万安村和马家村。